# Terelabrus
Terelabrus Randall & Fourmanoir, 1998 è un genere di pesci marini appartenenti alla famiglia Labridae.

## Descrizione
Le specie di questo genere sono caratterizzate da occhi grandi e un corpo cilindrico molto allungato rispetto alla maggior parte dei labridi.

## Tassonomia
Fino al 2015, questo genere era monospecifico, contenendo solo la specie T. rubrovittatus. Nel 2020, il World Register of Marine Species riconosce tre specie:
- Terelabrus dewapyle Fukui & Motomura, 2015
- Terelabrus flavocephalus Fukui & Motomura, 2016
- Terelabrus rubrovittatus Randall & Fourmanoir, 1998

FishBase ne riconosce invece due:
- Terelabrus dewapyle Fukui & Motomura, 2015
- Terelabrus rubrovittatus Randall & Fourmanoir, 1998